# Shimotsuma Monogatari
Shimotsuma Monogatari (bra Kamikaze Girls) é um filme japonês de 2004, do gênero comédia, dirigido por Tetsuya Nakahima, com roteiro de Nobara Takemoto baseado em romance escrito pelo diretor.

## Elenco
- Kyoko Fukada - Momoko Ryugasaki
- Anna Tsuchiya - Ichigo Shirayuri
- Hiroyuki Miyasako - pai de Momoko
- Sadao Abe - Ryuji, o "Unicórnio"
- Eiko Koike - Akimi
- Shin Yazawa - Miko
- Hirotaro Honda - chefe da Yakuza
- Kirin Kiki - avó de Momoko
- YosiYosi Arakawa - gerente do armazém
- Katsuhisa Namase - gerente do Pachinko
- Ryoko Shinohara - mãe de Momoko
- Yoshinori Okada - Baby
- Yuichi Kimura - Yakuza
- Yoko Maki
- Mayuko Fukuda - Momoko Ryugasaki (jovem)
- Vincent Giry - homem francês
- Haruo Mizuno - ela mesma
- Ken Ayugai
- Kanako Irie
- Marie Machida
- Akiko Mishiro
- Atsuko Shikata